# Роатан (город)

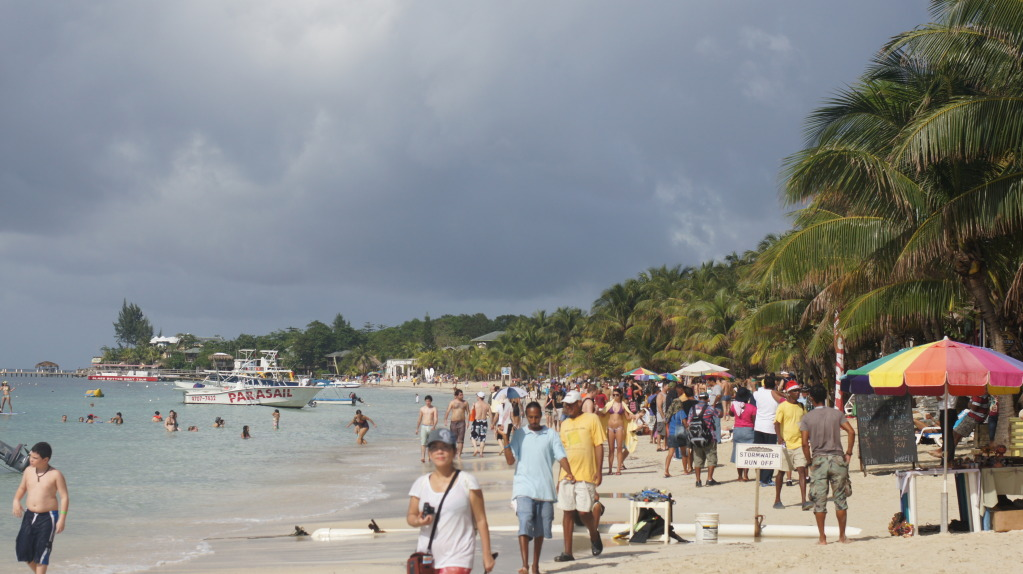
Вест-Энд-Бич, Роатан

Роата́н (исп. Roatán, англ. Coxen Hole, Коксен-Хол) — самый крупный город на острове Роатан, административный центр островного департамента Ислас-де-ла-Баия, находящегося в Карибском море и входящего в состав Гондураса. Крупнейший и известнейший океанский тропический курорт на атлантическом побережье Гондураса.

## Общие сведения
Город был основан в 1835 году неграми-переселенцами с Каймановых островов. В то время острова Ислас-де-ла-Баия, как и Каймановы острова, принадлежали Великобритании, и родным языком переселенцев был английский (его креольский вариант).
Основной источник доходов местных жителей — туристический сервис.
Роатан связан регулярным автобусным сообщением со всеми населёнными пунктами острова Роатан. Близ города также расположен международный аэропорт Хуана Мануэля Гальвеса, обслуживающий воздушное сообщение для всех островов архипелага. Океанский пассажирский порт и гавань для круизных лайнеров.

## Дополнения
- Роатан подробнее (на английском языке)
- Мысли о Коксен-Хоул, с фотоиллюстрациями (на английском языке)